# Championnats du monde de triathlon longue distance 2016
Navigation
Édition précédente Édition suivante
Les championnats du monde de triathlon longue distance 2016, 23e édition de la compétition, ont lieu le 24 septembre 2016 à Oklahoma City, aux États-Unis.

## Résumé de course
Le Français Cyril Viennot a défendu son titre face à plusieurs prétendants, contrairement à tenante du titre l'Américaine Mary Beth Ellis absente pour cette édition. Si les Français brillent depuis plusieurs années sur cette compétition, ils doivent faire face en 2016, à la présence de concurrents de haut niveau à l'image du multiple champion d'Ironman l'Australien Craig Alexander qui à 41 ans, ne renonce pas à rajouter quelques titres à son prestigieux palmarès.

### Jodie Swallow surclasse la course
La Britannique Jodie Swallow auteure d'une excellente saison 2016 ou elle cumule les succès internationaux, s'impose au terme du course qu'elle domine du début à la fin, inquiétée quelque temps seulement par une autre championne en titre, la Suissesse Caroline Steffen. Celle-ci toutefois, ne parviendra pas à combler les écarts qui au fil de la compétition n'ont fait que s'agrandir entre la future vainqueur et ses poursuivantes. Sortie de l'eau en tête, Jodie Swallow creuse l'écart sur un circuit vélo très roulant et se présente seule à la seconde transition. Sans céder à son rythme, elle passe la ligne d'arrivée avec sept minutes d'avance sur la Suissesse et remporte son second titre après avoir connu le même succès en 2009. Caroline Steffen prend la seconde place et la Canadienne Rachel Mcbride la troisième.

### Nouveau titre pour Sylvain Sudrie

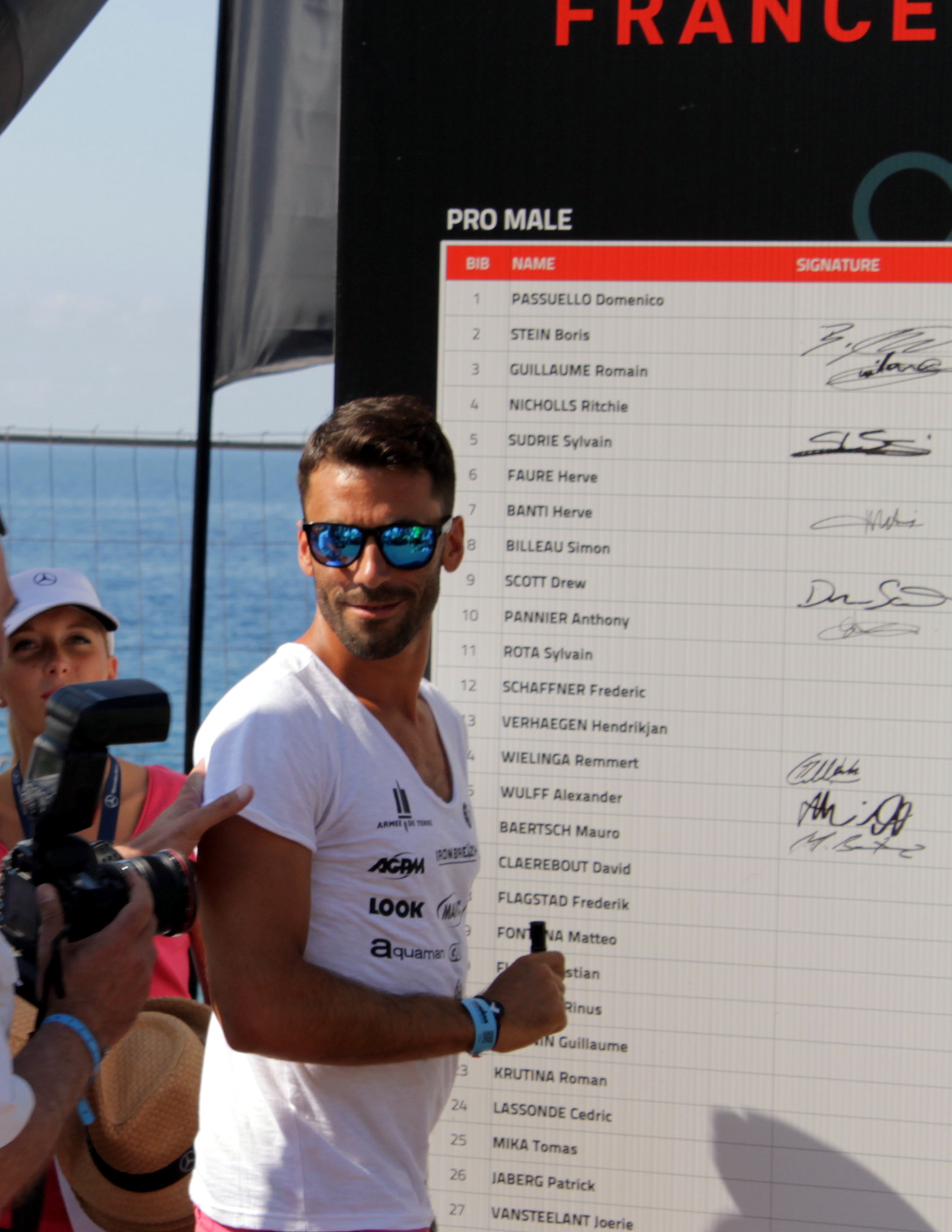
Sylvain Sudrie 2015

A l'image de son homologue féminine, le Français Sylvain Sudrie remporte une nouvelle fois le titre, six années après sa première victoire sur ce championnat. Ce dernier appréciant particulièrement le format de course, participe régulièrement à la compétition et collectionne aussi médailles d'argent et de bronze. Le vent et les vagues lors de la partie natation, ne l’empêche pas de sortir en seconde position, derrière le Brésilien Rafael Ribei. Il part à grande vitesse sur la circuit vélo pour prendre rapidement le contrôle de la course. Malgré le vent, il maintient des écarts avec le reste de ses poursuivants, pour se présenter seul à la seconde transition. Il maitrise la course à pied laissant aux autres concurrents se disputer les secondes et troisième place. Le champion en titre Cyril Viennot, auteur du meilleur temps course à pied de l'épreuve, remonte à la seconde place et forme un doublet avec son ami et nouveau champion. L'Américain Matt Chrabot auteur également d'une spectaculaire remontée sur la partie pédestre remporte la troisième place.

## Palmarès
« Top 10 » du hommes et femmes du championnat du monde.
| Rang               | Nom                  | Temps           |
| ------------------ | -------------------- | --------------- |
| Médaille d'or      | Sylvain Sudrie       | 5 h 59 min 46 s |
| Médaille d'argent  | Cyril Viennot        | 6 h 2 min 11 s  |
| Médaille de bronze | Matt Chrabot         | 6 h 6 min 13 s  |
| 4                  | Giulio Molinari      | 6 h 7 min 22 s  |
| 5                  | Cody Beals           | 6 h 8 min 17 s  |
| 6                  | Craig Alexander      | 6 h 12 min 57 s |
| 7                  | Miguel Ángel Fidalgo | 6 h 14 min 38 s |
| 8                  | Samuel Betten        | 6 h 15 min 1 s  |
| 9                  | Davide Giardini      | 6 h 22 min 28 s |
| 10                 | Dylan McNeice        | 6 h 22 min 42 s |

| Rang               | Nom               | Temps           |
| ------------------ | ----------------- | --------------- |
| Médaille d'or      | Jodie Swallow     | 6 h 37 min 11 s |
| Médaille d'argent  | Caroline Steffen  | 6 h 44 min 40 s |
| Médaille de bronze | Rachel McBride    | 6 h 56 min 5 s  |
| 4                  | Annie Thorén      | 6 h 59 min 5 s  |
| 5                  | Emily Cocks       | 6 h 59 min 43 s |
| 6                  | Kelly Williamson  | 7 h 5 min 6 s   |
| 7                  | Lesley Smith      | 7 h 7 min 17 s  |
| 8                  | Skye Moench       | 7 h 10 min 52 s |
| 9                  | Catherine Jameson | 7 h 21 min 47 s |
| 10                 | Maria Pujol Pérez | 7 h 26 min 57 s |

## Distances
| Distances course (kilomètres) | Distances course (kilomètres) | Distances course (kilomètres) |
| Natation                      | Vélo                          | Course à pied                 |
| ----------------------------- | ----------------------------- | ----------------------------- |
| 4                             | 120                           | 30                            |